# 須藤俊男
須藤 俊男（すどう としお、1911年（明治44年）7月12日 - 2000年（平成12年）4月12日）は、日本の鉱物学者・地球科学者。専門は粘土鉱物学。理学博士。

## 経歴
1911年、新潟県生まれ。東京帝国大学理学部鉱物学科を卒業した。卒業後は、母校の東京帝国大学講師、助教授を経て、1948年より東京教育大学理学部教授となった。1975年に定年退官し、名誉教授となった。

## 研究内容・業績
- 須藤俊男の名前がついた2つの鉱物が、須藤石（sudoite）と俊男石（トス石、tosudite）である。俊男石は緑泥石とモンモリロン石の混合層鉱物で、かつて独立種とは認められていなかったが、現在はIMAによって有効な種と認められている。

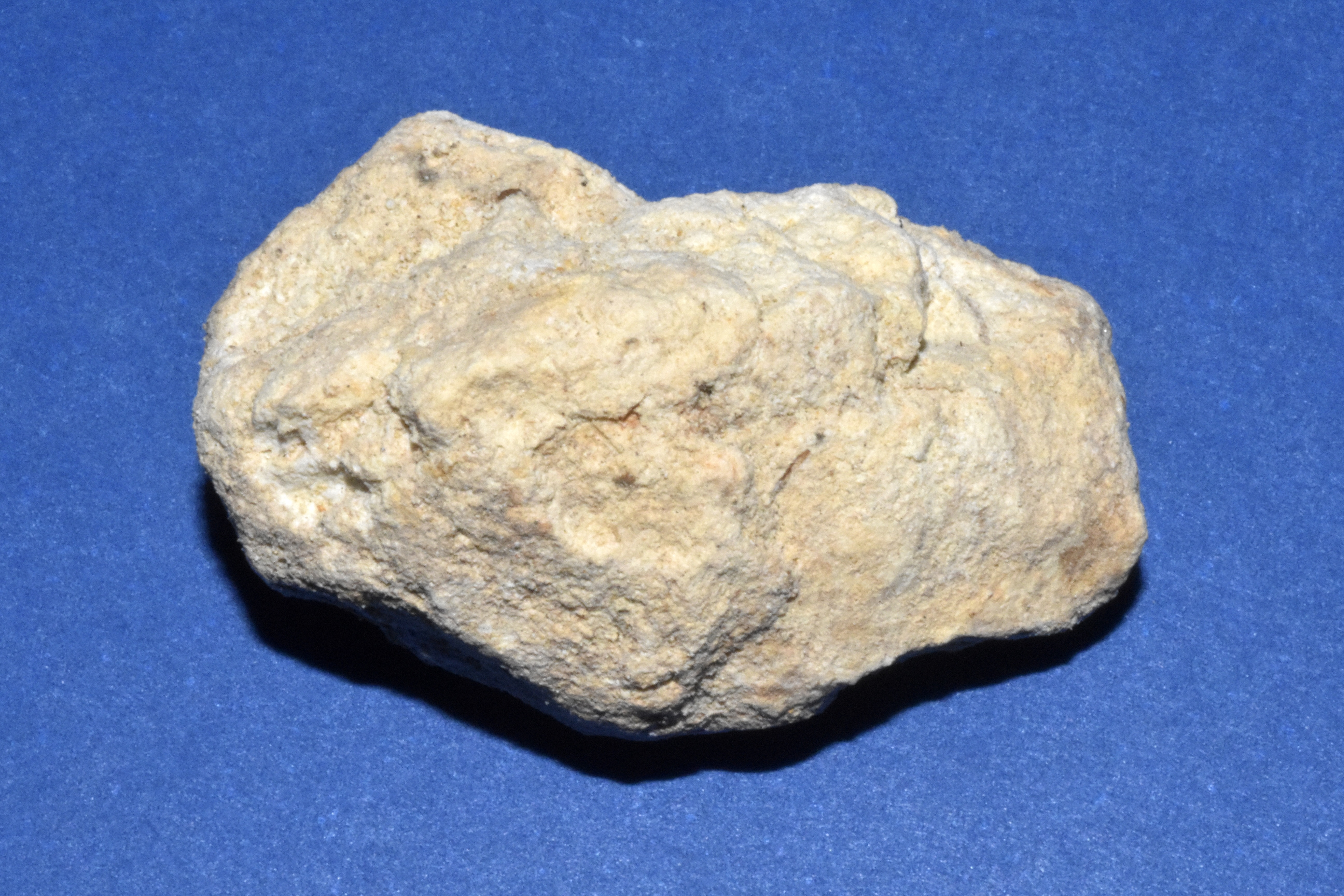
郡上・北濃鉱山産の俊男石

## 家族・親族
- 父：須藤新吉は哲学者。旧制第一高等学校などで哲学や心理学を教授した。
- 弟：須藤泰男は心理学者。

## 著書
- 須藤俊男　『結晶学概論』　北隆館、1948。
- 須藤俊男　『鉱物化学』　共立出版、1948。
- 須藤俊男　『鉱物学概論』　朝倉書店、1950。
- 須藤俊男　『粘土鉱物』　岩波書店〈岩波全書〉、1953。
- 須藤俊男　『鉱物化学1 - 定性分析編』　共立出版〈共立全書〉、1954。
- 柴田秀賢・須藤俊男　『原色鉱物岩石図鑑』　北隆館、1956。
- 須藤俊男　『鉱物化学2 - 結晶化学編』　共立出版〈共立全書〉、1959。
- 須藤俊男　『鉱物学本論』　朝倉書店、1963。
- 須藤俊男　『結晶学概論』　朝倉書店、1967。
- 須藤俊男　『鉱物学入門』　朝倉書店、1972。
- 須藤俊男　『粘土鉱物学』　岩波書店、1974。